# Летние впечатления о планете Z
«Летние впечатления о планете Z» — советский фантастический двухсерийный художественный фильм режиссёра Евгения Марковского.

Писатель и сценарист Юрий Томин написал сценарий для этого фильма на основе своей книги «Карусели над городом» («Происшествие в Кулеминске») (1979). Фильм отличается от книги достаточно сильно изменённым сюжетом и действующим лицами.

## Сюжет
В один небольшой город, в школьную лабораторию учителя физики Алексея Павловича Мухина («Палыча») попадает (вернее, в буквальном смысле «рождается» в ней) наблюдатель с планеты Z — инопланетянин, внешне похожий на обычного земного мальчика, но без пупка и к тому же быстро растущий. Жителям планеты Z неведомы такие понятия, как жестокость, злоба, страх, но нет также и понятий добра, дружбы, любви. Задача наблюдателя — узнать, что это, и помочь своим понять эти человеческие принципы. Есть важное условие: наблюдатель должен работать в секрете и в случае провала будет уничтожен.
Помогает Феликсу (так назвал наблюдателя Палыч, в честь арифмометра «Феликс») помощник учителя Борька Куликов. А мешает — местный детектив Эдуард Михайлович, работающий парикмахером и мнящий себя великим сыщиком.

## В ролях
- Арнас Катинас — Феликс Счастливцев, инопланетянин
- Гедрюс Пускунигис — Боря Куликов
- Сергей Шакуров — Алексей Павлович Мухин, учитель физики
- Вадим Гемс — Эдуард Михайлович, парикмахер-сыщик
- Галина Макарова — Мариванна, уборщица
- Дмитрий Матвеев — Васюшкин, физрук
- Дмитрий Харатьян — Эндрю Морковкин, солист группы «Астронавты»
- Ирина Ефремова — библиотекарь Лиля
- Ирина Жангарова — врач
- Дмитрий Иосифов — ударник группы «Астронавты»
- Дмитрий Тарадайкин
- Константин Ремишевский
- Игорь Тарадайкин — Капустин
- Сергей Бирюков — Серёга Куликов, брат Бори
- Ростислав Шмырёв — продавец
- Женя Тумилович — Феликс-младенец
- Коля Марковский — маленький Феликс